# アイダホ (原子力潜水艦)
|          |                                  |
| 艦歴     |                                  |
| 発注     | 2014年4月28日                    |
| 起工     | 2020年8月24日                    |
| 進水     | 2024年8月6日                     |
| 就役     |                                  |
| その後   |                                  |
| 性能諸元 |                                  |
| 排水量   | 7,925トン                        |
| 全長     | 114.8 m                          |
| 全幅     | 10.4 m                           |
| 吃水     | 9.3 m                            |
| 機関     | S9G 原子炉×1基                   |
| 出力     | 40,000馬力                       |
| 最大速   | 水中:34ノット                    |
| 潜航深度 | 488 m                            |
| 乗員     | 132名                            |
| 兵装     | VLS 6連装2基 533mm魚雷発射管 4基 |
| モットー |                                  |

アイダホ（USS Idaho, SSN-799）は、アメリカ海軍の攻撃型原子力潜水艦。バージニア級原子力潜水艦の26番艦で、同級のブロックIVに属する。艦名はアイダホ州に因み、その名を持つ艦としては、ニューメキシコ級戦艦3番艦（BB-42）に続く5隻目である。

## 艦歴
アイダホは2015年8月23日に命名され、建造はコネチカット州グロトンのジェネラル・ダイナミクス・エレクトリック・ボートで行われた。2020年8月24日に起工し、2024年8月6日に進水。